# Bushong
Bushong is een plaats (city) in de Amerikaanse staat Kansas, en valt bestuurlijk gezien onder Lyon County.

## Demografie
Bij de volkstelling in 2000 werd het aantal inwoners vastgesteld op 55.
In 2006 is het aantal inwoners door het United States Census Bureau geschat op 51, een daling van 4 (-7,3%).

## Geografie
Volgens het United States Census Bureau beslaat de plaats een oppervlakte van
0,4 km², geheel bestaande uit land. Bushong ligt op ongeveer 424 m boven zeeniveau.

## Plaatsen in de nabije omgeving
De onderstaande figuur toont nabijgelegen plaatsen in een straal van 24 km rond Bushong.